# Pour Sganarelle
Pour Sganarelle, sur-titré Frère Océan  et sous-titré Recherche d'un personnage et d'un roman, est un roman de Romain Gary publié le 1er octobre 1965 aux éditions Gallimard. Se présentant comme une « préface à un roman en cours d'élaboration : Frère Océan », il s'agit de fait du premier tome de la trilogie Frère Océan, suivi par La Danse de Gengis Cohn et La Tête coupable.

## Éditions
- Coll. « Blanche », Éditions Gallimard, 1965,  (ISBN 2070226689)
- Coll. « Folio » no 3903, éditions Gallimard, 2003  (ISBN 9782070302604)